# All England 1991
Die All England 1991 im Badminton fanden vom 13. bis 17. März in London statt. Sie waren die 81. Auflage dieser Veranstaltung. Das Preisgeld betrug 125.000 US-Dollar und die Veranstaltung hatte damit 5 Sterne in der Grand-Prix-Wertung.

## Austragungsort
- Wembley Arena

## Sieger und Platzierte
| Disziplin    | Gold                           | Silber                      | Bronze                               |
| ------------ | ------------------------------ | --------------------------- | ------------------------------------ |
| Herreneinzel | Ardy Wiranata                  | Foo Kok Keong               | Zhao Jianhua                         |
| Herreneinzel | Ardy Wiranata                  | Foo Kok Keong               | Wu Wenkai                            |
| Dameneinzel  | Susi Susanti                   | Sarwendah Kusumawardhani    | Huang Hua                            |
| Dameneinzel  | Susi Susanti                   | Sarwendah Kusumawardhani    | Tang Jiuhong                         |
| Herrendoppel | Li Yongbo Tian Bingyi          | Kim Moon-soo Park Joo-bong  | Huang Zhanzhong Zheng Yumin          |
| Herrendoppel | Li Yongbo Tian Bingyi          | Kim Moon-soo Park Joo-bong  | Imay Hendra Bagus Setiadi            |
| Damendoppel  | Chung So-young Hwang Hye-young | Kimiko Jinnai Hisako Mori   | Gillian Clark Nettie Nielsen         |
| Damendoppel  | Chung So-young Hwang Hye-young | Kimiko Jinnai Hisako Mori   | Gillian Gowers Sara Sankey           |
| Mixed        | Park Joo-bong Chung Myung-hee  | Thomas Lund Pernille Dupont | Pär-Gunnar Jönsson Maria Bengtsson   |
| Mixed        | Park Joo-bong Chung Myung-hee  | Thomas Lund Pernille Dupont | Jon Holst-Christensen Grete Mogensen |

## Finalresultate
| Disziplin    | Sieger                         | Finalist                    | Ergebnis           |
| ------------ | ------------------------------ | --------------------------- | ------------------ |
| Herreneinzel | Ardy Wiranata                  | Foo Kok Keong               | 15–12, 15–10       |
| Dameneinzel  | Susi Susanti                   | Sarwendah Kusumawardhani    | 0–11, 11–2, 11–6   |
| Herrendoppel | Li Yongbo Tian Bingyi          | Kim Moon-soo Park Joo-bong  | 12–15, 15–7, 15–8  |
| Damendoppel  | Chung So-young Hwang Hye-young | Kimiko Jinnai Hisako Mori   | 15–5, 15–3         |
| Mixed        | Park Joo-bong Chung Myung-hee  | Thomas Lund Pernille Dupont | 15–10, 10–15, 15–4 |

## Herreneinzel

### 1. Runde
- Zhao Jianhua –  Sompol Kukasemkij: 17-14 / 15-9
- Joko Suprianto –  Jens Olsson: 15-9 / 15-9
- Kim Hak-kyun –  Steffan Pandya: 15-8 / 15-0
- Søren B. Nielsen –  Jens Meibom: 18-14 / 15-10
- Morten Frost –  Kerrin Harrison: 15-3 / 15-3
- Andrei Antropow –  Thomas Kirkegaard: 15-13 / 15-10
- Alan Budikusuma –  Johnny Sørensen: 15-7 / 15-2
- Matthew A. Smith –  Iain Sydie: 15-8 / 15-3
- Foo Kok Keong –  Michael Søgaard: 15-11 / 15-10
- Hermawan Susanto –  Peter Shepperd: 15-7 / 15-7
- Jens Peter Nierhoff –  Jörgen Tuvesson: 15-3 / 15-12
- Chen Rong –  Chris Bruil: 15-5 / 15-10
- Fung Permadi –  Hans Sperre: 15-7 / 15-12
- Darren Hall –  Hideaki Motoyama: 15-6 / 15-2
- Jeroen van Dijk –  Jim Mailer: 15-12 / 15-2
- Claus Thomsen –  Pontus Jäntti: 15-10 / 15-7
- Hiroki Eto –  Jaimie Dawson: 15-12 / 15-7
- Peter Bush –  Wei Yan: 15-10 / 10-15 / 15-13
- Poul-Erik Høyer Larsen –  Broddi Kristjánsson: 15-5 / 15-10
- Eddy Kurniawan –  Morten Hummelmose: 15-5 / 15-10
- Steve Butler –  Kwan Yoke Meng: 15-10 / 11-15 / 17-14
- Lee Kwang-jin –  Jonas Herrgårdh: 9-15 / 15-7 / 15-6
- Wu Wenkai –  Ib Frederiksen: 15-9 / 15-4
- Torben Carlsen –  Peter Knowles: 15-4 / 15-5
- Thomas Stuer-Lauridsen –  Anders Nielsen: 12-6 / 1-0
- Rashid Sidek –  Peter Axelsson: 15-9 / 15-1
- Peter Espersen –  Vimal Kumar: 15-12 / 15-1
- Claus Overbeck –  Nitin Panesar: 15-5 / 15-6
- Kent Wæde Hansen –  Peter A. Smith: 15-9 / 15-9

### Sektion 1
|  | 2. Runde | 2. Runde            | 2. Runde | 2. Runde | 2. Runde |  |  | Achtelfinale | Achtelfinale        | Achtelfinale | Achtelfinale | Achtelfinale |  |  | Viertelfinale   | Viertelfinale | Viertelfinale | Viertelfinale | Viertelfinale |  |  | Halbfinale | Halbfinale | Halbfinale | Halbfinale | Halbfinale |
|  |          |                     |          |          |          |  |  |              |                     |              |              |              |  |  |                 |               |               |               |               |  |  |            |            |            |            |            |
|  |          | Zhao Jianhua        | 17       | 15       |          |  |  |              |                     |              |              |              |  |  |                 |               |               |               |               |  |  |            |            |            |            |            |
|  |          | Joko Suprianto      | 14       | 8        |          |  |  |              | Zhao Jianhua        | 17           | 7            | 15           |  |  |                 |               |               |               |               |  |  |            |            |            |            |            |
|  |          | Kim Hak-kyun        | 15       | 15       |          |  |  |              | Kim Hak-kyun        | 16           | 15           | 9            |  |  |                 |               |               |               |               |  |  |            |            |            |            |            |
|  |          | Søren B. Nielsen    | 11       | 5        |          |  |  |              |                     |              |              |              |  |  | Zhao Jianhua    | 9             | 17            | 15            |               |  |  |            |            |            |            |            |
|  |          | Morten Frost        | 15       | 15       |          |  |  |              |                     |              |              |              |  |  | Alan Budikusuma | 15            | 15            | 0             |               |  |  |            |            |            |            |            |
|  |          | Andrei Antropow     | 8        | 9        |          |  |  |              | Morten Frost        | 15           | 15           |              |  |  |                 |               |               |               |               |  |  |            |            |            |            |            |
|  |          | Alan Budikusuma     | 15       | 15       |          |  |  |              | Alan Budikusuma     | 9            | 8            |              |  |  |                 |               |               |               |               |  |  |            |            |            |            |            |
|  |          | Matthew A. Smith    | 4        | 4        |          |  |  |              |                     |              |              |              |  |  | Zhao Jianhua    | 11            | 7             |               |               |  |  |            |            |            |            |            |
|  |          | Foo Kok Keong       | 12       | 17       | 15       |  |  |              |                     |              |              |              |  |  | Foo Kok Keong   | 15            | 15            |               |               |  |  |            |            |            |            |            |
|  |          | Hermawan Susanto    | 15       | 15       | 9        |  |  |              | Foo Kok Keong       | 12           | 15           | 15           |  |  |                 |               |               |               |               |  |  |            |            |            |            |            |
|  |          | Jens Peter Nierhoff | 12       | 15       | 15       |  |  |              | Jens Peter Nierhoff | 15           | 12           | 2            |  |  |                 |               |               |               |               |  |  |            |            |            |            |            |
|  |          | Chen Rong           | 15       | 11       | 4        |  |  |              |                     |              |              |              |  |  | Foo Kok Keong   | 15            | 15            |               |               |  |  |            |            |            |            |            |
|  |          | Darren Hall         | 9        | 15       | 15       |  |  |              |                     |              |              |              |  |  | Darren Hall     | 8             | 10            |               |               |  |  |            |            |            |            |            |
|  |          | Fung Permadi        | 15       | 12       | 10       |  |  |              | Darren Hall         | 15           | 15           |              |  |  |                 |               |               |               |               |  |  |            |            |            |            |            |
|  |          | Claus Thomsen       | 15       | 15       |          |  |  |              | Claus Thomsen       | 8            | 5            |              |  |  |                 |               |               |               |               |  |  |            |            |            |            |            |
|  |          | Jeroen van Dijk     | 5        | 11       |          |  |  |              |                     |              |              |              |  |  |                 |               |               |               |               |  |  |            |            |            |            |            |

### Sektion 2
|  | 2. Runde | 2. Runde               | 2. Runde | 2. Runde | 2. Runde |  |  | Achtelfinale | Achtelfinale           | Achtelfinale | Achtelfinale | Achtelfinale |  |  | Viertelfinale          | Viertelfinale | Viertelfinale | Viertelfinale | Viertelfinale |  |  | Halbfinale | Halbfinale | Halbfinale | Halbfinale | Halbfinale |
|  |          |                        |          |          |          |  |  |              |                        |              |              |              |  |  |                        |               |               |               |               |  |  |            |            |            |            |            |
|  |          | Kevin Scott            | 18       | 15       |          |  |  |              |                        |              |              |              |  |  |                        |               |               |               |               |  |  |            |            |            |            |            |
|  |          | Hiroki Eto             | 13       | 12       |          |  |  |              | Kevin Scott            | 6            | 8            |              |  |  |                        |               |               |               |               |  |  |            |            |            |            |            |
|  |          | Poul-Erik Høyer Larsen | 15       | 15       |          |  |  |              | Poul-Erik Høyer Larsen | 15           | 15           |              |  |  |                        |               |               |               |               |  |  |            |            |            |            |            |
|  |          | Peter Bush             | 5        | 9        |          |  |  |              |                        |              |              |              |  |  | Wu Wenkai              | 15            | 15            | 15            |               |  |  |            |            |            |            |            |
|  |          | Steve Butler           | 15       | 15       |          |  |  |              |                        |              |              |              |  |  | Poul-Erik Høyer Larsen | 17            | 4             | 6             |               |  |  |            |            |            |            |            |
|  |          | Eddy Kurniawan         | 6        | 4        |          |  |  |              | Steve Butler           | 7            | 5            |              |  |  |                        |               |               |               |               |  |  |            |            |            |            |            |
|  |          | Wu Wenkai              | 15       | 15       |          |  |  |              | Wu Wenkai              | 15           | 15           |              |  |  |                        |               |               |               |               |  |  |            |            |            |            |            |
|  |          | Lee Kwang-jin          | 8        | 8        |          |  |  |              |                        |              |              |              |  |  | Wu Wenkai              | 15            | 16            | 5             |               |  |  |            |            |            |            |            |
|  |          | Ahn Jae-chang          | 15       | 15       |          |  |  |              |                        |              |              |              |  |  | Ardy Wiranata          | 8             | 17            | 15            |               |  |  |            |            |            |            |            |
|  |          | Torben Carlsen         | 2        | 5        |          |  |  |              | Thomas Stuer-Lauridsen | 17           | 16           | 15           |  |  |                        |               |               |               |               |  |  |            |            |            |            |            |
|  |          | Thomas Stuer-Lauridsen | 15       | 8        | 15       |  |  |              | Ahn Jae-chang          | 16           | 18           | 12           |  |  |                        |               |               |               |               |  |  |            |            |            |            |            |
|  |          | Rashid Sidek           | 8        | 15       | 4        |  |  |              |                        |              |              |              |  |  | Thomas Stuer-Lauridsen | 11            | 3             |               |               |  |  |            |            |            |            |            |
|  |          | Peter Espersen         | 9        | 15       | 15       |  |  |              |                        |              |              |              |  |  | Ardy Wiranata          | 15            | 15            |               |               |  |  |            |            |            |            |            |
|  |          | Claus Overbeck         | 15       | 12       | 7        |  |  |              | Ardy Wiranata          | 15           | 15           |              |  |  |                        |               |               |               |               |  |  |            |            |            |            |            |
|  |          | Ardy Wiranata          | 15       | 15       |          |  |  |              | Peter Espersen         | 12           | 6            |              |  |  |                        |               |               |               |               |  |  |            |            |            |            |            |
|  |          | Kent Wæde Hansen       | 3        | 5        |          |  |  |              |                        |              |              |              |  |  |                        |               |               |               |               |  |  |            |            |            |            |            |

## Dameneinzel

### 1. Runde
- Denyse Julien –  Sarah Hore: 11-7 / 11-3
- Gil Young-ah –  Kazue Kanai: 11-3 / 11-9
- Christine Magnusson –  Helle Andersen: 11-5 / 11-2
- Harumi Kohhara –  Vlada Chernyavskaya: 11-2 / 12-9
- Julie Bradbury –  Birgitte Hindse: 11-7 / 10-12 / 11-4
- Eline Coene –  Alison Humby: 11-8 / 11-1
- Shim Eun-jung –  Anne Gibson: 11-4 / 11-1
- Natalja Ivanova –  Suzanne Louis-Lane: 11-7 / 12-10
- Jaroensiri Somhasurthai –  Hisako Mizui: 11-4 / 11-3
- Astrid van der Knaap –  Helene Kirkegaard: 11-6 / 12-9
- Erica van den Heuvel –  Haruko Yachi: 11-6 / 10-12 / 11-0
- Elena Rybkina –  Tracy Hutchinson: 11-5 / 11-3
- Joanne Muggeridge –  Catrine Bengtsson: 11-8 / 2-11 / 11-4
- Bang Soo-hyun –  Rhonda Cator: 11-1 / 11-2
- Rhona Robertson –  Maiken Mørk: w.o.
- Doris Piché –  Felicity Gallup: w.o.

### Sektion 1
|  | 2. Runde | 2. Runde            | 2. Runde | 2. Runde | 2. Runde |  |  | Achtelfinale | Achtelfinale        | Achtelfinale | Achtelfinale | Achtelfinale |  |  | Viertelfinale | Viertelfinale | Viertelfinale | Viertelfinale | Viertelfinale |  |  | Halbfinale | Halbfinale | Halbfinale | Halbfinale | Halbfinale |
|  |          |                     |          |          |          |  |  |              |                     |              |              |              |  |  |               |               |               |               |               |  |  |            |            |            |            |            |
|  |          | Susi Susanti        | 11       | 11       |          |  |  |              |                     |              |              |              |  |  |               |               |               |               |               |  |  |            |            |            |            |            |
|  |          | Pornsawan Plungwech | 7        | 1        |          |  |  |              | Susi Susanti        | 11           | 11           |              |  |  |               |               |               |               |               |  |  |            |            |            |            |            |
|  |          | Denyse Julien       | 11       | 11       |          |  |  |              | Denyse Julien       | 7            | 4            |              |  |  |               |               |               |               |               |  |  |            |            |            |            |            |
|  |          | Rhona Robertson     | 2        | 3        |          |  |  |              |                     |              |              |              |  |  | Susi Susanti  | 11            | 11            |               |               |  |  |            |            |            |            |            |
|  |          | Hu Ning             | 11       | 9        | 11       |  |  |              |                     |              |              |              |  |  | Hu Ning       | 5             | 0             |               |               |  |  |            |            |            |            |            |
|  |          | Helen Troke         | 7        | 12       | 2        |  |  |              | Hu Ning             | 12           | 12           |              |  |  |               |               |               |               |               |  |  |            |            |            |            |            |
|  |          | Gil Young-ah        | 9        | 11       | 11       |  |  |              | Gil Young-ah        | 10           | 10           |              |  |  |               |               |               |               |               |  |  |            |            |            |            |            |
|  |          | Christine Magnusson | 12       | 9        | 8        |  |  |              |                     |              |              |              |  |  | Susi Susanti  | 11            | 12            |               |               |  |  |            |            |            |            |            |
|  |          | Huang Hua           | 11       | 11       |          |  |  |              |                     |              |              |              |  |  | Huang Hua     | 4             | 10            |               |               |  |  |            |            |            |            |            |
|  |          | Julia Mann          | 0        | 2        |          |  |  |              | Huang Hua           | 11           | 11           |              |  |  |               |               |               |               |               |  |  |            |            |            |            |            |
|  |          | Harumi Kohara       | 11       | 3        | 12       |  |  |              | Harumi Kohara       | 8            | 1            |              |  |  |               |               |               |               |               |  |  |            |            |            |            |            |
|  |          | Julie Bradbury      | 2        | 11       | 9        |  |  |              |                     |              |              |              |  |  | Huang Hua     | 11            | 11            |               |               |  |  |            |            |            |            |            |
|  |          | Pernille Nedergaard | 7        | 11       | 11       |  |  |              |                     |              |              |              |  |  | Shim Eun-jung | 5             | 1             |               |               |  |  |            |            |            |            |            |
|  |          | Katrina Schmidt     | 11       | 5        | 3        |  |  |              | Pernille Nedergaard | 11           | 6            | 5            |  |  |               |               |               |               |               |  |  |            |            |            |            |            |
|  |          | Shim Eun-jung       | 11       | 10       | 11       |  |  |              | Shim Eun-jung       | 3            | 11           | 11           |  |  |               |               |               |               |               |  |  |            |            |            |            |            |
|  |          | Eline Coene         | 7        | 12       | 3        |  |  |              |                     |              |              |              |  |  |               |               |               |               |               |  |  |            |            |            |            |            |

### Sektion 2
|  | 2. Runde | 2. Runde                 | 2. Runde | 2. Runde | 2. Runde |  |  | Achtelfinale | Achtelfinale             | Achtelfinale | Achtelfinale | Achtelfinale |  |  | Viertelfinale            | Viertelfinale | Viertelfinale | Viertelfinale | Viertelfinale |  |  | Halbfinale | Halbfinale | Halbfinale | Halbfinale | Halbfinale |
|  |          |                          |          |          |          |  |  |              |                          |              |              |              |  |  |                          |               |               |               |               |  |  |            |            |            |            |            |
|  |          | Sarwendah Kusumawardhani | 11       | 11       |          |  |  |              |                          |              |              |              |  |  |                          |               |               |               |               |  |  |            |            |            |            |            |
|  |          | Maria de la Paz          | 3        | 3        |          |  |  |              | Sarwendah Kusumawardhani | 11           | 11           |              |  |  |                          |               |               |               |               |  |  |            |            |            |            |            |
|  |          | Jaroensiri Somhasurthai  | 11       | 12       |          |  |  |              | Jaroensiri Somhasurthai  | 3            | 7            |              |  |  |                          |               |               |               |               |  |  |            |            |            |            |            |
|  |          | Natalja Ivanova          | 8        | 10       |          |  |  |              |                          |              |              |              |  |  | Sarwendah Kusumawardhani | 11            | 11            |               |               |  |  |            |            |            |            |            |
|  |          | Doris Piché              | 11       | 11       |          |  |  |              |                          |              |              |              |  |  | Zhou Lei                 | 1             | 4             |               |               |  |  |            |            |            |            |            |
|  |          | Astrid van der Knaap     | 9        | 6        |          |  |  |              | Doris Piché              | 5            | 11           | 1            |  |  |                          |               |               |               |               |  |  |            |            |            |            |            |
|  |          | Zhou Lei                 | 11       | 11       |          |  |  |              | Zhou Lei                 | 11           | 7            | 11           |  |  |                          |               |               |               |               |  |  |            |            |            |            |            |
|  |          | Jeanette Kuhl            | 2        | 1        |          |  |  |              |                          |              |              |              |  |  | Sarwendah Kusumawardhani | 11            | 10            | 11            |               |  |  |            |            |            |            |            |
|  |          | Elena Rybkina            | 12       | 11       |          |  |  |              |                          |              |              |              |  |  | Tang Jiuhong             | 5             | 12            | 8             |               |  |  |            |            |            |            |            |
|  |          | Erica van den Heuvel     | 9        | 8        |          |  |  |              | Elena Rybkina            | 11           | 4            | 4            |  |  |                          |               |               |               |               |  |  |            |            |            |            |            |
|  |          | Camilla Martin           | 11       | 11       |          |  |  |              | Camilla Martin           | 7            | 11           | 11           |  |  |                          |               |               |               |               |  |  |            |            |            |            |            |
|  |          | Gillian Martin           | 6        | 3        |          |  |  |              |                          |              |              |              |  |  | Camilla Martin           | 4             | 1             |               |               |  |  |            |            |            |            |            |
|  |          | Bang Soo-hyun            | 6        | 11       | 11       |  |  |              |                          |              |              |              |  |  | Tang Jiuhong             | 11            | 11            |               |               |  |  |            |            |            |            |            |
|  |          | Joanne Muggeridge        | 11       | 3        | 6        |  |  |              | Bang Soo-hyun            | 12           | 7            | 2            |  |  |                          |               |               |               |               |  |  |            |            |            |            |            |
|  |          | Tang Jiuhong             | 11       | 11       |          |  |  |              | Tang Jiuhong             | 10           | 11           | 11           |  |  |                          |               |               |               |               |  |  |            |            |            |            |            |
|  |          | Lisbet Stuer-Lauridsen   | 2        | 5        |          |  |  |              |                          |              |              |              |  |  |                          |               |               |               |               |  |  |            |            |            |            |            |

## Herrendoppel

### 1. Runde
- Max Gandrup /  Jesper Knudsen –  Siripong Siripool /  Pramote Teerawiwatana: 1-15 / 15-8 / 15-12
- Thomas Madsen /  Johnny Sørensen –  Henrik Jessen /  Peter Knudsen: 15-9 / 15-9
- Ahn Jae-chang /  Kim Hak-kyun –  Robert Nock /  Steffan Pandya: 15-4 / 15-6
- Huang Zhanzhong /  Zheng Yumin –  Morten Knudsen /  Lars Pedersen: 17-16 / 15-5
- Andy Goode /  Chris Hunt –  Mike Bitten /  Bryan Blanshard: 15-13 / 15-11
- Shuji Matsuno /  Shinji Matsuura –  Ong Ewe Chye /  Rahman Sidek: 11-15 / 15-11 / 15-4
- Thomas Kirkegaard /  Claus Overbeck –  Trevor Darlington /  Paul Holden: 11-15 / 17-14 / 15-13
- Andrei Antropow /  Nikolai Sujew –  Morten Sandal /  Claus Simonsen: 15-8 / 15-4

### 2. Runde
- Kim Moon-soo /  Park Joo-bong –  Masami Osanai /  Tatsuya Yanagiya: 15-2 / 15-2
- Max Gandrup /  Jesper Knudsen –  Nick Ponting /  Dave Wright: 15-9 / 15-5
- Chen Hongyong /  Chen Kang –  Peter Buch /  Jens Meibom: 15-7 / 17-14
- Christian Jakobsen /  Henning Kristensen –  Thomas Madsen /  Johnny Sørensen: 15-11 / 15-6
- Rudy Gunawan /  Eddy Hartono –  Mark Christiansen /  Michael Kjeldsen: 13-15 / 15-12 / 15-4
- Jan-Eric Antonsson /  Stellan Österberg –  Ahn Jae-chang /  Kim Hak-kyun: 15-7 / 15-11
- Cheah Soon Kit /  Soo Beng Kiang –  Russell Hogg /  Kenny Middlemiss: 15-3 / 15-10
- Huang Zhanzhong /  Zheng Yumin –  Fumihiko Machida /  Koji Miya: 10-15 / 15-9 / 15-12
- Andy Goode /  Chris Hunt –  Chris Bruil /  Alex Meijer: 15-10 / 15-10
- Jon Holst-Christensen /  Thomas Lund –  Erik Lia /  Hans Sperre: 15-5 / 15-2
- Shuji Matsuno /  Shinji Matsuura –  Peter Busch Jensen /  Peter Lehwald: 15-6 / 15-6
- Li Yongbo /  Tian Bingyi –  Lee Sang-bok /  Shon Jin-hwan: 15-11 / 15-5
- Thomas Kirkegaard /  Claus Overbeck –  Torben Carlsen /  Henrik Geisler Jensen: 15-8 / 7-15 / 15-13
- Peter Axelsson /  Pär-Gunnar Jönsson –  Michael Keck /  Robert Neumann: 15-7 / 15-7
- Jan Paulsen /  Henrik Svarrer –  Andrei Antropow /  Nikolai Sujew: 15-7 / 15-10
- Imay Hendra /  Bagus Setiadi –  Rashid Sidek /  Razif Sidek: 15-7 / 18-14

### Achtelfinale
- Kim Moon-soo /  Park Joo-bong –  Max Gandrup /  Jesper Knudsen: 15-4 / 15-1
- Chen Hongyong /  Chen Kang –  Christian Jakobsen /  Henning Kristensen: 15-2 / 15-7
- Rudy Gunawan /  Eddy Hartono –  Jan-Eric Antonsson /  Stellan Österberg: 15-9 / 15-10
- Huang Zhanzhong /  Zheng Yumin –  Cheah Soon Kit /  Soo Beng Kiang: 9-15 / 15-13 / 15-8
- Jon Holst-Christensen /  Thomas Lund –  Andy Goode /  Chris Hunt: 15-1 / 15-3
- Li Yongbo /  Tian Bingyi –  Shuji Matsuno /  Shinji Matsuura: 15-12 / 15-1
- Peter Axelsson /  Pär-Gunnar Jönsson –  Thomas Kirkegaard /  Claus Overbeck: 15-6 / 15-2
- Imay Hendra /  Bagus Setiadi –  Jan Paulsen /  Henrik Svarrer: 11-15 / 15-13 / 15-8

### Viertelfinale
- Kim Moon-soo /  Park Joo-bong –  Chen Hongyong /  Chen Kang: 15-3 / 15-8
- Huang Zhanzhong /  Zheng Yumin –  Rudy Gunawan /  Eddy Hartono: 15-9 / 15-5
- Li Yongbo /  Tian Bingyi –  Jon Holst-Christensen /  Thomas Lund: 16-18 / 15-11 / 15-13
- Imay Hendra /  Bagus Setiadi –  Peter Axelsson /  Pär-Gunnar Jönsson: 5-15 / 15-9 / 15-8

### Halbfinale
- Kim Moon-soo /  Park Joo-bong –  Huang Zhanzhong /  Zheng Yumin: 12-15 / 15-8 / 15-7
- Li Yongbo /  Tian Bingyi –  Imay Hendra /  Bagus Setiadi: 15-7 / 15-9

### Finale
- Li Yongbo /  Tian Bingyi –  Kim Moon-soo /  Park Joo-bong: 12-15 / 15-7 / 15-8

## Damendoppel

### 1. Runde
- Chung So-young /  Hwang Hye-young –  Julie Bradbury /  Cheryl Johnson: 15-10 / 15-11
- Lisa Campbell /  Rhonda Cator –  Nichola Beck /  Joanne Davies: 15-12 / 12-15 / 15-6
- Pan Li /  Wu Yuhong –  Katrin Schmidt /  Kerstin Ubben: 15-7 / 15-4
- Erma Sulistianingsih /  Rosiana Tendean –  Joanne Goode /  Alison Humby: 15-3 / 15-9
- Tomomi Matsuo /  Kyoko Sasage –  Helene Kirkegaard /  Lotte Thomsen: 16-17 / 15-3 / 15-10
- Gillian Clark /  Nettie Nielsen –  Eline Coene /  Erica van den Heuvel: 15-7 / 15-8
- Elena Rybkina /  Vlada Chernyavskaya –  Tina Lindhardt /  Marianne Rasmussen: 15-6 / 15-12
- Joanne Muggeridge /  Anne Mette Bille –  Charlotte Bornemann /  Heidi Dössing: 15-2 / 15-12
- Kimiko Jinnai /  Hisako Mori –  Catrine Bengtsson /  Maria Bengtsson: 15-6 / 15-4
- Denyse Julien /  Doris Piché –  Elinor Middlemiss /  Jennifer Williamson: 15-5 / 18-14
- Dorte Kjær /  Lotte Olsen –  Tracy Hutchinson /  Haruko Yachi: 15-7 / 15-5
- Gillian Gowers /  Sara Sankey –  Tokiko Hirota /  Yuko Koike: 15-11 / 15-4
- Gil Young-ah /  Shim Eun-jung –  Tanja Berg /  Charlotte Madsen: 15-2 / 15-1
- Finarsih /  Lili Tampi –  Birgitte Hindse /  Trine Johansson: 15-6 / 15-0
- Guan Weizhen /  Nong Qunhua –  Natalja Ivanova /  Viktoria Pron: 15-4 / 15-3
- Pernille Dupont /  Grete Mogensen –  Jaroensiri Somhasurthai /  Pornsawan Plungwech: w.o.

### Achtelfinale
- Chung So-young /  Hwang Hye-young –  Lisa Campbell /  Rhonda Cator: 15-7 / 15-2
- Pan Li /  Wu Yuhong –  Pernille Dupont /  Grete Mogensen: 15-9 / 15-12
- Erma Sulistianingsih /  Rosiana Tendean –  Tomomi Matsuo /  Kyoko Sasage: 15-10 / 15-7
- Gillian Clark /  Nettie Nielsen –  Elena Rybkina /  Vlada Chernyavskaya: 15-6 / 15-1
- Kimiko Jinnai /  Hisako Mori –  Joanne Muggeridge /  Anne Mette Bille: 18-13 / 15-4
- Dorte Kjær /  Lotte Olsen –  Denyse Julien /  Doris Piché: 15-6 / 15-12
- Gillian Gowers /  Sara Sankey –  Gil Young-ah /  Shim Eun-jung: 11-15 / 18-15 / 15-12
- Guan Weizhen /  Nong Qunhua –  Finarsih /  Lili Tampi: 15-6 / 15-9

### Viertelfinale
- Chung So-young /  Hwang Hye-young –  Pan Li /  Wu Yuhong: 15-3 / 15-7
- Gillian Clark /  Nettie Nielsen –  Erma Sulistianingsih /  Rosiana Tendean: 15-11 / 15-6
- Kimiko Jinnai /  Hisako Mori –  Dorte Kjær /  Lotte Olsen: 17-16 / 6-15 / 15-7
- Gillian Gowers /  Sara Sankey –  Guan Weizhen /  Nong Qunhua: 18-15 / 12-15 / 15-12

### Halbfinale
- Chung So-young /  Hwang Hye-young –  Gillian Clark /  Nettie Nielsen: 15-11 / 12-15 / 15-10
- Kimiko Jinnai /  Hisako Mori –  Gillian Gowers /  Sara Sankey: 15-3 / 15-1

### Finale
- Chung So-young /  Hwang Hye-young –  Kimiko Jinnai /  Hisako Mori: 15-5 / 15-3

## Mixed

### 1. Runde
- Park Joo-bong /  Chung Myung-hee –  Claus Overbeck /  Birgitte Hindse: 15-2 / 15-3
- Andy Goode /  Sara Sankey –  Michael Søgaard /  Nettie Nielsen: 15-7 / 15-6
- Jan-Eric Antonsson /  Christine Magnusson –  Michael Kjeldsen /  Dorte Kjær: 12-15 / 15-6 / 15-5
- Peter Buch /  Charlotte Bornemann –  Kerrin Harrison /  Tammy Jenkins: 15-9 / 10-15 / 15-6
- Jon Holst-Christensen /  Grete Mogensen –  Paul Kong /  Rhonda Cator: 15-10 / 15-6
- Dave Wright /  Cheryl Johnson –  Nikolai Sujew /  Viktoria Pron: 12-15 / 15-3 / 18-4
- Lars Pedersen /  Anne Mette Bille –  Rudy Gunawan /  Rosiana Tendean: 15-12 / 15-7
- Simon Archer /  Joanne Davies –  Mike Bitten /  Doris Piché: 15-12 / 10-15 / 15-10
- Max Gandrup /  Gillian Clark –  Vitaliy Shmakov /  Vlada Chernyavskaya: 15-7 / 15-8
- Henrik Svarrer /  Erica van den Heuvel –  Bernd Schwitzgebel /  Kerstin Ubben: 15-2 / 15-11
- Lee Sang-bok /  Bang Soo-hyun –  Peter Busch Jensen /  Charlotte Madsen: 15-7 / 15-6
- Pär-Gunnar Jönsson /  Maria Bengtsson –  Nick Ponting /  Joanne Goode: 15-4 / 15-5
- Jesper Knudsen /  Lotte Olsen –  Kenny Middlemiss /  Elinor Middlemiss: 15-7 / 15-9
- Jan Paulsen /  Gillian Gowers –  Eddy Hartono /  Lili Tampi: 15-8 / 15-9
- Chris Hunt /  Karen Chapman –  Morten Christensen /  Jeanette Koldsø: 15-5 / 15-12
- Thomas Lund /  Pernille Dupont –  Shon Jin-hwan /  Chung So-young: 15-7 / 17-14

### Achtelfinale
- Park Joo-bong /  Chung Myung-hee –  Andy Goode /  Sara Sankey: 15-2 / 15-6
- Jan-Eric Antonsson /  Christine Magnusson –  Peter Buch /  Charlotte Bornemann: 15-7 / 15-10
- Jon Holst-Christensen /  Grete Mogensen –  Dave Wright /  Cheryl Johnson: 15-10 / 15-4
- Lars Pedersen /  Anne Mette Bille –  Simon Archer /  Joanne Davies: 15-0 / 15-5
- Henrik Svarrer /  Erica van den Heuvel –  Max Gandrup /  Gillian Clark: 7-15 / 15-5 / 15-8
- Pär-Gunnar Jönsson /  Maria Bengtsson –  Lee Sang-bok /  Bang Soo-hyun: 15-11 / 18-16
- Jesper Knudsen /  Lotte Olsen –  Jan Paulsen /  Gillian Gowers: 15-8 / 5-15 / 15-8
- Thomas Lund /  Pernille Dupont –  Chris Hunt /  Karen Chapman: 15-4 / 16-17 / 15-7

### Viertelfinale
- Park Joo-bong /  Chung Myung-hee –  Jan-Eric Antonsson /  Christine Magnusson: 15-8 / 15-7
- Jon Holst-Christensen /  Grete Mogensen –  Lars Pedersen /  Anne Mette Bille: 15-11 / 15-10
- Pär-Gunnar Jönsson /  Maria Bengtsson –  Henrik Svarrer /  Erica van den Heuvel: 15-8 / 15-5
- Thomas Lund /  Pernille Dupont –  Jesper Knudsen /  Lotte Olsen: 15-3 / 15-6

### Halbfinale
- Park Joo-bong /  Chung Myung-hee –  Jon Holst-Christensen /  Grete Mogensen: 15-10 / 18-15
- Thomas Lund /  Pernille Dupont –  Pär-Gunnar Jönsson /  Maria Bengtsson: 18-14 / 15-11

### Finale
- Park Joo-bong /  Chung Myung-hee –  Thomas Lund /  Pernille Dupont: 15-10 / 10-15 / 15-4